# Махалия Джаксън
Маха̀лия Джа̀ксън (на английски: Mahalia Jackson, /məˈheɪliə ˈdʒæksən/) е американска госпъл певица.

## Биография
Родена е на 26 октомври 1911 г. в Ню Орлиънс в работническо афроамериканско баптистко семейство. Не получава никакво формално образование, но от детска възраст пее църковна музика. През 1931 г. се премества в Чикаго, където се включва в едни от първите професионални госпъл групи. От края на 40-те години прави множество популярни записи и придобива международна известност, като често е наричана „Кралицата на госпъла“. В средата на 50-те години се включва активно и в Движението за правата на афроамериканците, поддържайки близка връзка с баптистките му водачи Мартин Лутър Кинг и Ралф Абърнати.
Махалия Джаксън умира от усложнения, предизвикани от диабет, в Евъргрийн Парк на 27 януари 1972 г.